# Usine Boeing d'Everett
L'usine Boeing d'Everett, à Everett, dans l'État de Washington, est l'usine d'assemblage des avions de ligne de Boeing.
Construit en 1967, il s'agit du plus gros bâtiment du monde en termes de volume, avec 13 385 378 m3, pour une surface totale de 399 480 m2,,. C'est dans cette usine que sont construits les gros-porteurs 747, 767, 777 et 787.
Environ 30 000 personnes travaillent sur ce site, sur lequel on trouve un musée, des restaurants, une caserne de pompiers, un théâtre, des cafés... Un tunnel piéton long de 3,7 km passe sous l'usine.